# Crockerella scotti
Crockerella scotti é uma espécie de gastrópode do gênero Crockerella, pertencente à família Clathurellidae.